# Suzana Mendes
Suzana Mendes o Susana Mendes (Benguela, 1987) es una periodista y activista por los derechos de las mujeres angoleña. En 2005 fue la primera mujer editora jefa de un periódico en Angola. A los 23 años, fue nombrada editora del Angolense, lo que la convirtió en la primera mujer editora de un periódico en Angola.  En 2020 se incorporó a Vida TV como coordinadora editorial de su departamento de información.

## Biografía
Susana Mendes nació en Benguela en el oeste de Angola. Asistió a la escuela secundaria en Luanda y, mientras estaba allí, comenzó a capacitarse en la estatal Radio Nacional de Angola trabajando como reportera. A los 17 años, comenzó a trabajar como reportera en el periódico empresarial Agora, con sede en Luanda. El trabajo le permitió pagar su educación en la Universidad Independiente de Angola (UnIA) donde se licenció en Ciencias de la Comunicación. Más tarde formó parte de Angolense  donde fue la primera editora jefe de un periódico en Angola y del grupo fundador de A Capital, un semanario privado anticorrupción. Se enfrentó a la dificultad no sólo de ser joven sino de ser mujer, ha explicado.
En 2008, Mendes se unió a otras feministas para crear el Foro de Mujeres Periodistas por la Igualdad de Género (FMJIG). Sus miembros crearon una serie de programas de radio en 2009 para promover un proyecto de ley para luchar contra la violencia doméstica. El proyecto de ley se presentó en 2010, aunque la legislación carece de sanciones y la asamblea no ha actuado al respecto.
En 2009-10, Mendes fue vicepresidenta del Foro de Reporteros de Investigación de África con sede en Johannesburgo. Es también miembro del Women in Media Network liderado por Graça Machel.
En 2018 como free lance creó y dirigió el Ngolajornal Online Newspaper. En 2020 se incorporó a Vida TV como coordinadora editorial de su departamento de información.